# Notre-Dame du Laus (hameau)
Pour les articles homonymes, voir Notre-Dame du Laus (homonymie).
Notre-Dame du Laus (prononcé « Lô ») est un hameau de la commune de Saint-Étienne-le-Laus, célèbre pour son sanctuaire marial situé dans le diocèse de Gap et d'Embrun.
Le sanctuaire de Notre-Dame du Laus « refuge des pécheurs » accueille aujourd'hui environ 200 000 personnes par an. L'enfant du pays, Benoîte Rencurel, la voyante des apparitions mariales du Laus au XVIIe siècle, est en cours de béatification.

## Toponymie
Comme dans le nom de la commune Saint-Étienne-le-Laus, le mot laus est un mot provençal-alpin qui signifie « lac », du latin lacus, ou laous en patois. Ce mot était précédemment orthographié laux.
Le mot « laus » se prononce lô. Sur les ex-voto et sur certaines pierres, nous trouvons l'indication latine Sancta Maria Lacensis, c'est-à-dire « Sainte-Marie du Lac ». Le lac, qui a donné son nom au lieu, est aujourd'hui asséché. Il recueillait alors les eaux de ruissellement local.

## Situation géographique
Situé à 900 mètres d'altitude, Notre-Dame du Laus est au centre d'un amphithéâtre large de 15 kilomètres, d'où l'on profite d'une vue exceptionnelle sur la chaîne des Alpes, et d'un climat sec et ensoleillé. Le hameau de Notre-Dame du Laus est situé à la fois sur la Via Domitia (actuel GR 653 D), antique chemin de pèlerinage vers Saint-Jacques de Compostelle, et sur la via Alta qui relie les chemins vers Compostelle et la Via Francigena qui permet de se rendre à Rome,.

Vues sur le site de Notre-Dame du Laus
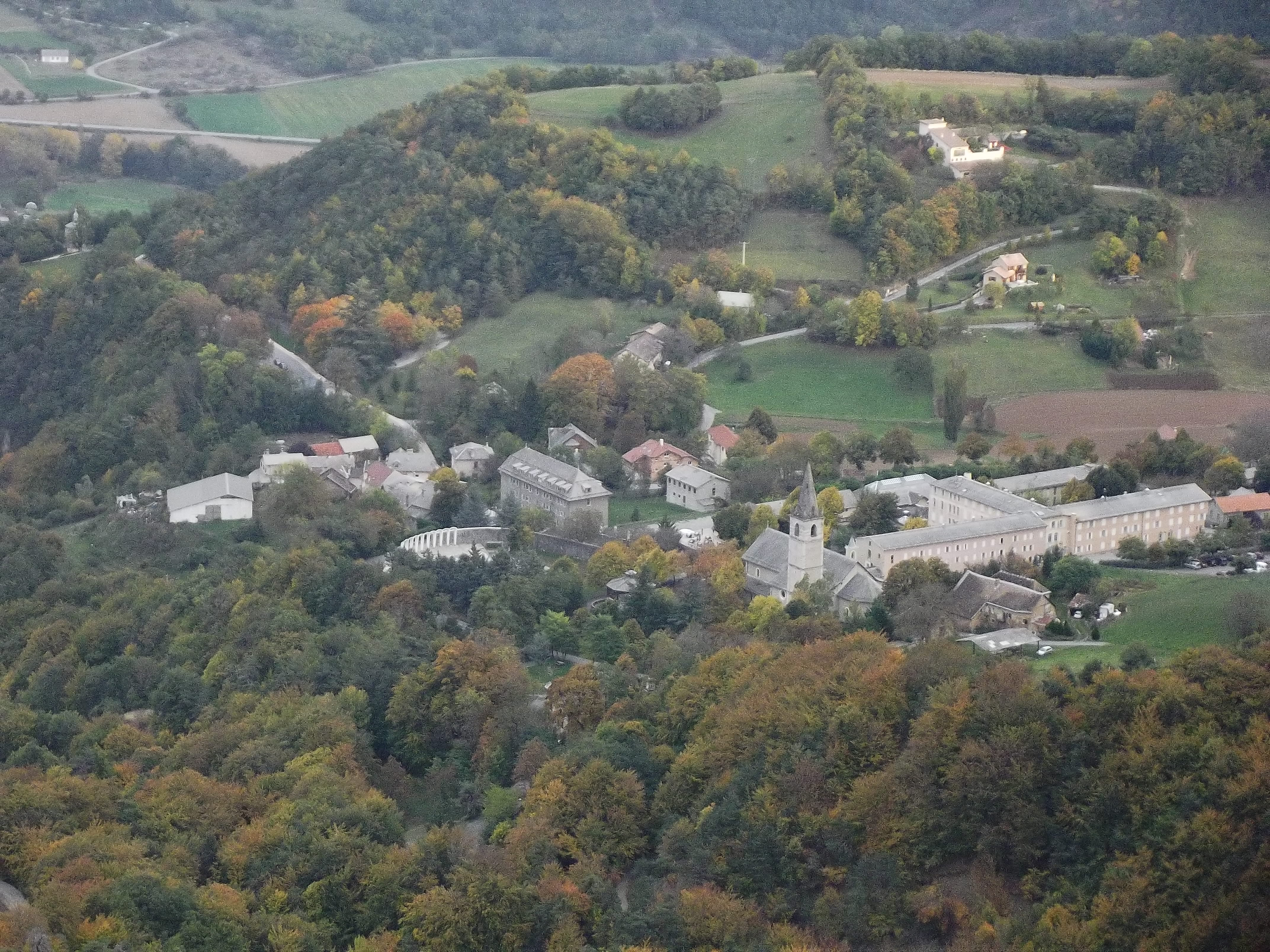
Notre-Dame du Laus depuis le Puy Maurel
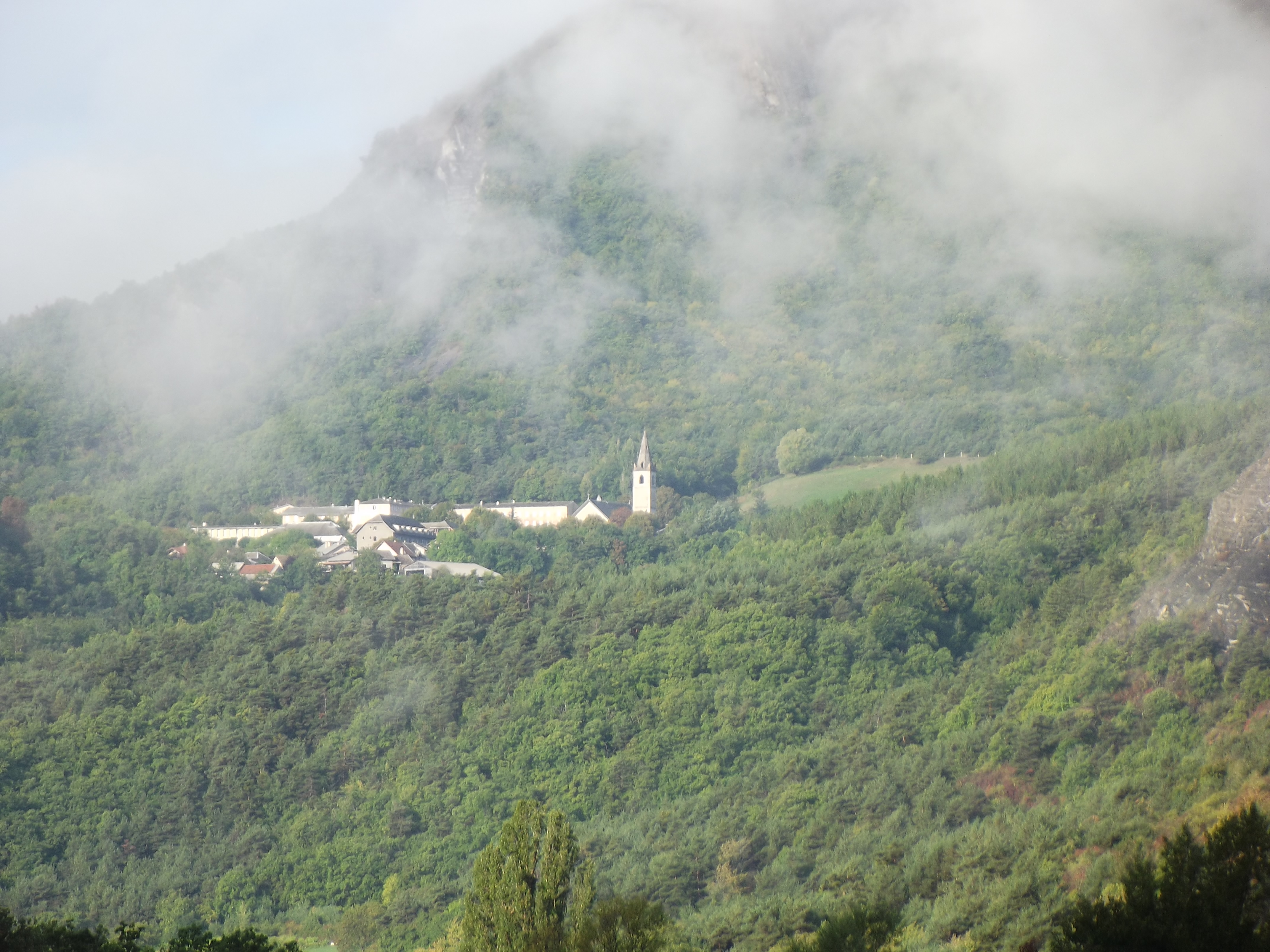
Notre-Dame du Laus depuis la vallée de l'Avance
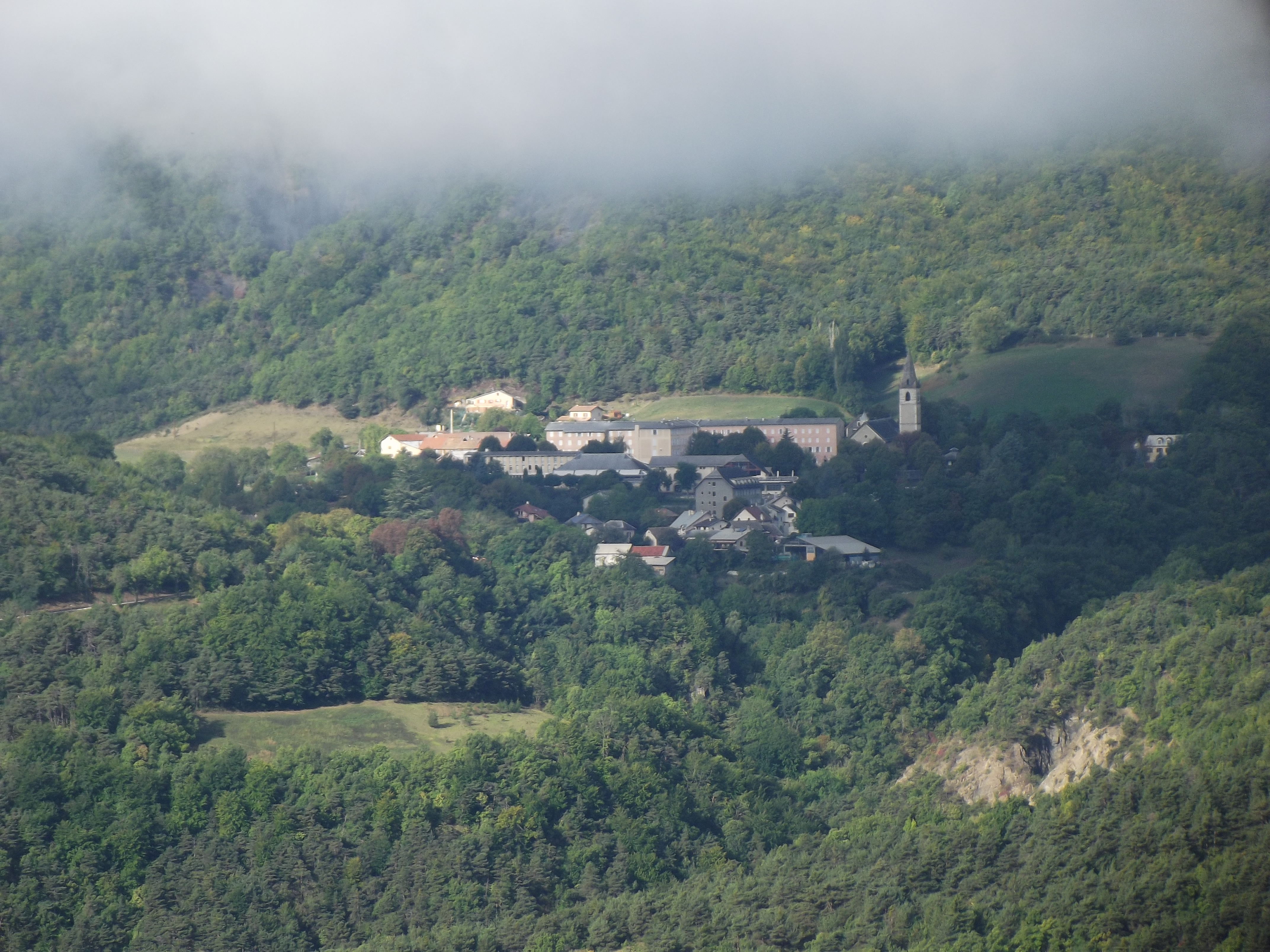
Notre-Dame du Laus depuis la colline d'Avançon

## Historique

### XVIIesiècle: les apparitions du Laus

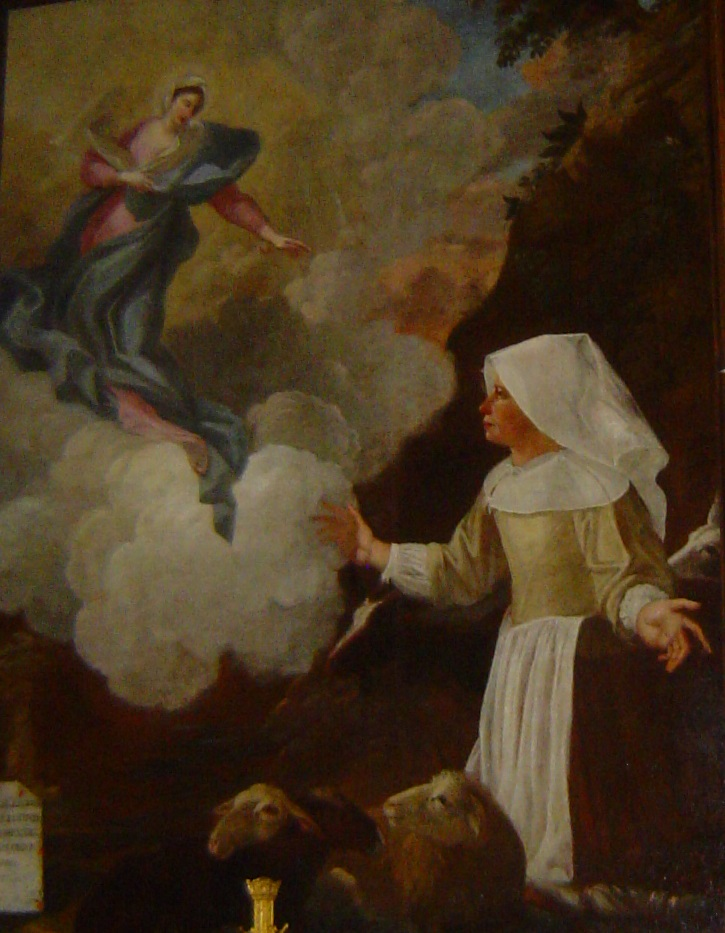
Tableau représentant une des apparitions de la Vierge à Benoîte.

Les apparitions mariales du Laus ou les apparitions de Notre-Dame du Laus désignent les apparitions mariales déclarées par la voyante Benoîte Rencurel, de mai 1664 jusqu'à la fin de 1718, dans le hameau du Laus du village de Saint-Étienne-le-Laus (Hautes-Alpes, France). Ces apparitions ont été reconnues comme authentiques par l'Église catholique en 2008, après enquête canonique et la proclamation par l'évêque du lieu, Jean-Michel Di Falco,.
Ces « apparitions » sont connues par le témoignage que la voyante en a donné, et par les récits de quatre chroniqueurs, témoins oculaires et contemporains de la voyante Benoîte Rencurel, « qui ont laissé des récits digne de foi » des événements. Leurs manuscrits qui nous sont parvenus représentent pas moins de 1 800 pages et font de ces apparitions du Laus, les apparitions « les mieux documentées du XVIIe siècle »,.
Ces apparitions qui se seraient tenues sur 54 ans, sont « les plus longues du monde » (à ce jour) d'après les autorités religieuses (en tant qu'apparitions reconnues). Elles ont donné lieu, dès les premières années à des pèlerinages et un afflux important de pèlerins, malgré les difficultés d'accès du lieu, très isolé dans la montagne. Très vite, des récits de guérisons miraculeuses se sont diffusés, en particulier avec l'utilisation de l'huile de la lampe de la basilique. L’afflux des pèlerins a amené les autorités religieuses à construire des églises de plus en plus grandes pour accueillir les fidèles, et mettre en place des prêtres et religieux missionnés officiellement pour accueillir et guider ces pèlerins,.
L'invasion savoyarde en août 1692 entraîne une fuite des habitants durant plusieurs mois et des pillages par les troupes du duc de Savoie.

## Lieux remarquables

### Sanctuaire du Laus

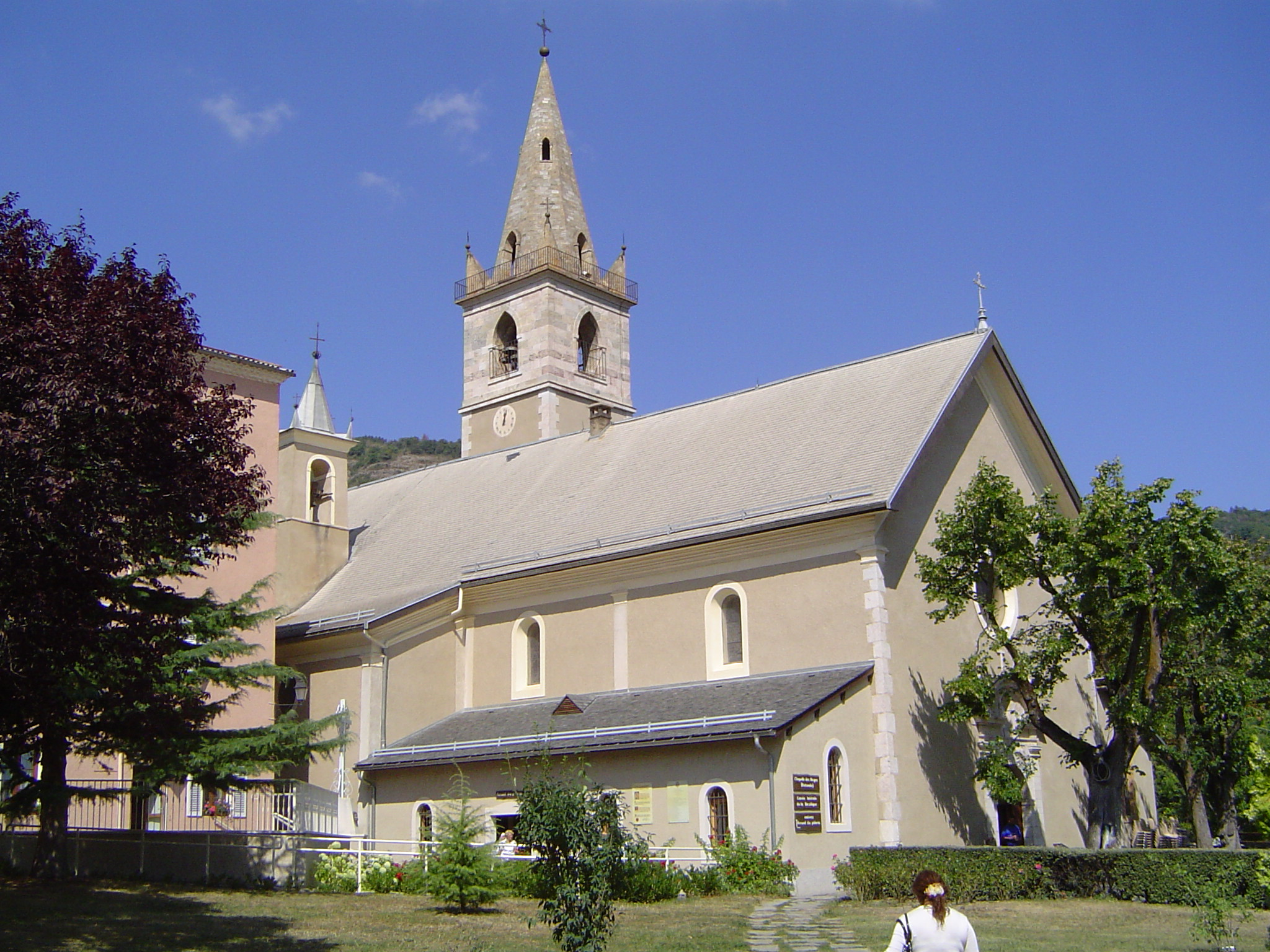
Vue de la basilique du Laus, bâtiment principal du sanctuaire.

Le sanctuaire de Notre-Dame du Laus, aussi surnommé « refuge des pécheurs », a été construit à la suite des apparitions mariales du Laus, à Benoîte Rencurel de 1664 à 1718. Les premiers travaux débutent dès 1666 avec la construction d'une première église de taille modeste. Un couvent (destiné à des pères jésuites au départ) est ajouté, ainsi que divers lieux d'habitation et d'accueil de pèlerins, ainsi que des chapelles et oratoires sur les différents lieux d'apparitions. La fréquentation du sanctuaire, très importante dès les premières années, s'est maintenue au cours des siècles (avec un arrêt lors de la révolution française), et s'est largement développée après la reconnaissance officielle des apparitions par Jean-Michel di Falco en 2008. Le chiffre de 200 000 pèlerins a été franchi dans ce lieu relativement reculé et excentré des Alpes françaises,.
Ce sanctuaire a reçu de nombreuses marques de reconnaissance et de notoriété de la part des autorités du Vatican, avant même la reconnaissance officielle des apparitions. Comme l'autorisation, donnée par le pape Pie IX, d'effectuer en 1855 le couronnement canonique de la statue de Notre-Dame du Laus, ou le titre de basilique mineure accordé à l'église du Laus en 1894 par le pape Léon XIII. Jean Guitton a dit de ce lieu qu’il est « un des trésors les plus cachés et les plus puissants de l’histoire de l’Europe ».

### Tourisme et fréquentation
Depuis 2008, et la reconnaissance officielle des apparitions par l’Église catholique, le sanctuaire du Laus connait une hausse de fréquentation qui atteint plus de 200 000 pèlerins et visiteurs par an (chiffres de 2015),.

## Personnalités
- Benoîte Rencurel (1647-1718), voyante des apparitions mariales du Laus. En cours de béatification.